# ألكسندر كرستيتش
ألكسندر كرستيتش (10 أبريل 1962 في صربيا - ) هو لاعب كرة قدم صربي في مركز الهجوم. لعب مع ديري سيتي ونادي أورليانز ونادي بيرا مار ونادي روديز ونادي ساربروكن وF.C. Felgueiras ‏.

## وصلات خارجية
- ألكسندر كرستيتش على موقع قاعدة بيانات كرة القدم.إي يو (الإنجليزية)